# جان سی. باگل
جان سی. باگل (به انگلیسی: John C. Bogle) (زاده ۸ مهٔ ۱۹۲۹ - درگذشته ۱۶ ژانویهٔ ۲۰۱۹) کارآفرین، سیاست‌مدار، نویسنده، سرمایه‌گذار و مدیر اجرایی آمریکایی بود، که در سال ۱۹۷۵ گروه ونگارد را تأسیس کرد. این شرکت در حال حاضر با دارایی تحت مدیریت ۵ تریلیون دلار، مالک بزرگترین صندوق سرمایه‌گذاری مشترک و دومین صندوق قابل معامله در بورس در جهان می‌باشد.